# Leptusa smokyiensis
Leptusa smokyiensis är en skalbaggsart som beskrevs av Roberto Pace 1989. Leptusa smokyiensis ingår i släktet Leptusa och familjen kortvingar. Inga underarter finns listade i Catalogue of Life.